# Gunnar Lundh

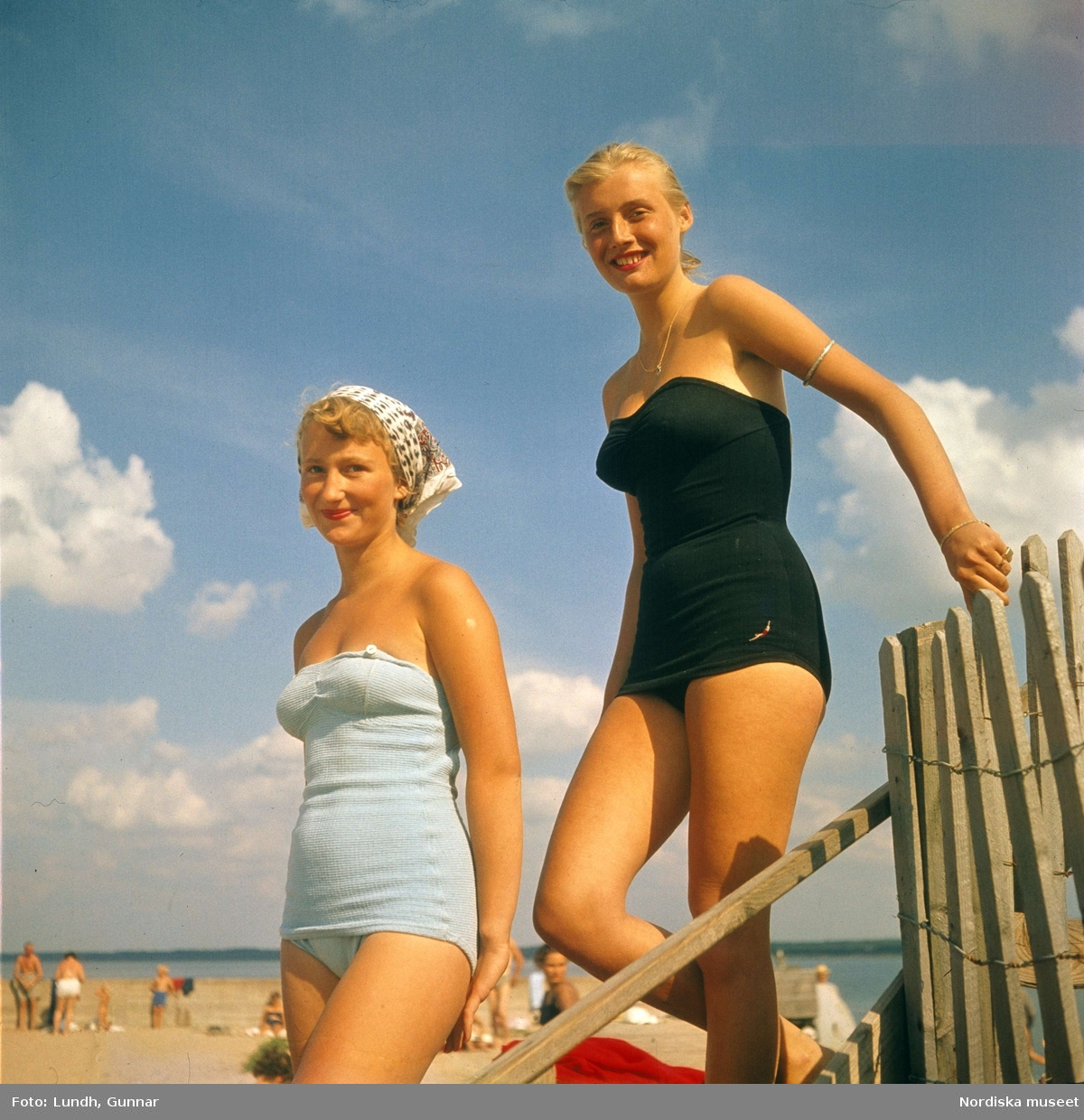
Dvě mladé ženy v plavkách na pláži. Malen, Båstad, Skåne, Severské muzeum

Gunnar Herbert Lundh (7. října 1898 ve farnosti Väsby, Skåne – 16. května 1960 ve Stockholmu) byl švédský fotograf, který se mimo jiné proslavil svými fotografiemi švédského spisovatele Ivara Lo-Johanssona.

## Studium
Gunnar Lundh byl synem dvorního fotografa Petera P Lundha. Studoval dějiny umění v Kodani a pracoval zde také jako portrétní fotograf. Jeho otec ho poslal studovat do několika škol a do učení k fotografům v Německu, včetně Berlína. V roce 1925 odjel do Berlína a studoval v portrétním studiu obchodního domu Wertheim. V Berlíně také přišel do kontaktu s novou praktickou kamerou Leica určenou pro 35mm kinofilm, kterou koupil v roce 1927. Gunnar Lundh byl tedy první v zemi, který ve své práci reportážního fotografa použil film s malým rozměrem a vzbudil velkou pozornost mezi svými kolegy, kteří stále pracovali s nepohodlnými měchovými fotoaparáty a skleněnými deskami.

## Životopis
V roce 1929 si ve Stockholmu otevřel vlastní fotografickou agenturu, kterou vlastnil až do své smrti v roce 1960. Jednalo se o první obrazovou agenturu moderního designu, kde si zákazníci mohli vybrat mezi tisíci dobře roztříděnými obrázky podle předmětu. V roce 1937 začal používat nový barevný diapozitiv Kodachrome. Rád fotografoval každodenní motivy, aniž by snímky komponoval. „Dnešní banální obraz může být zítra jedinečný“ řekl jednou sám.
Největší pozornost se mu asi dostalo u fotografií, které byly publikovány v souvislosti s reportážními cestami Ivara Lo-Johanssona po Švédsku ve 30. a 40. letech minulého století. Dokumentace se stala tak silnou, že výrazně přispěla ke zrušení státního systému v roce 1944. V roce 1948 vyšla Lo-Johanssonova kniha Statarna i Bild včetně Lundhových fotografií. Lo-Johanssonovi se Lundhovy obrázky líbily a připadaly mu „vyladěné a výrazné“.
Lundhův velký obrazový archiv ho také inspiroval k publikování a prodeji vlastních obrazových souborů. V roce 1956 vyšel obrazový příběh Julotta a v roce 1958 Midsummer. Po své smrti odkázal Lundh asi 300 000 obrázků do severského muzea; z toho je asi 15 000 barevných, které ukazují velkou hospodářskou krizi, zemědělství, pohotovostní připravenost a stavbu lidových domů (Folkhemmet), portréty i královskou rodinu a také mnoho fotografií stockholmské architektury.

## Galerie

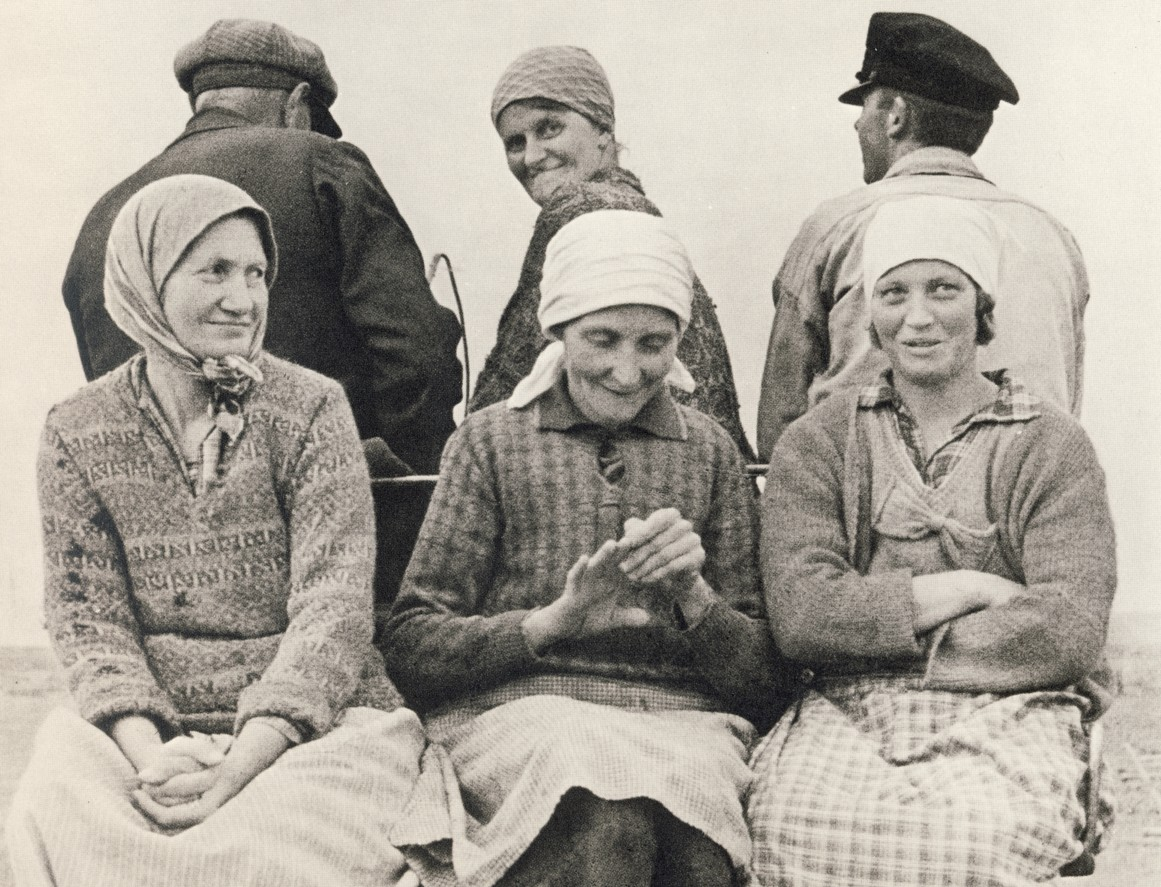
Statare v obci Ven, 1933
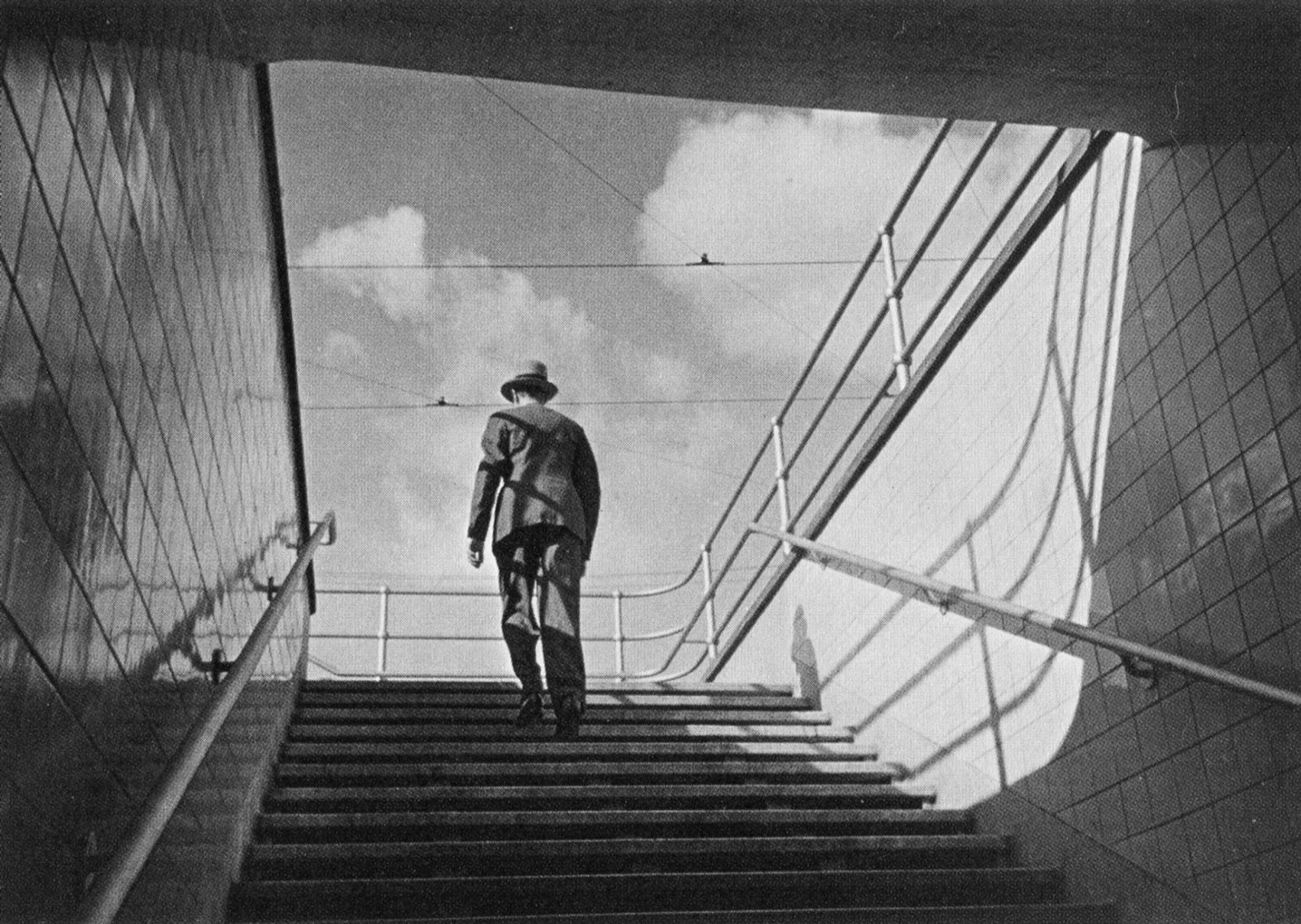
Slussen, Stockholm, 1936
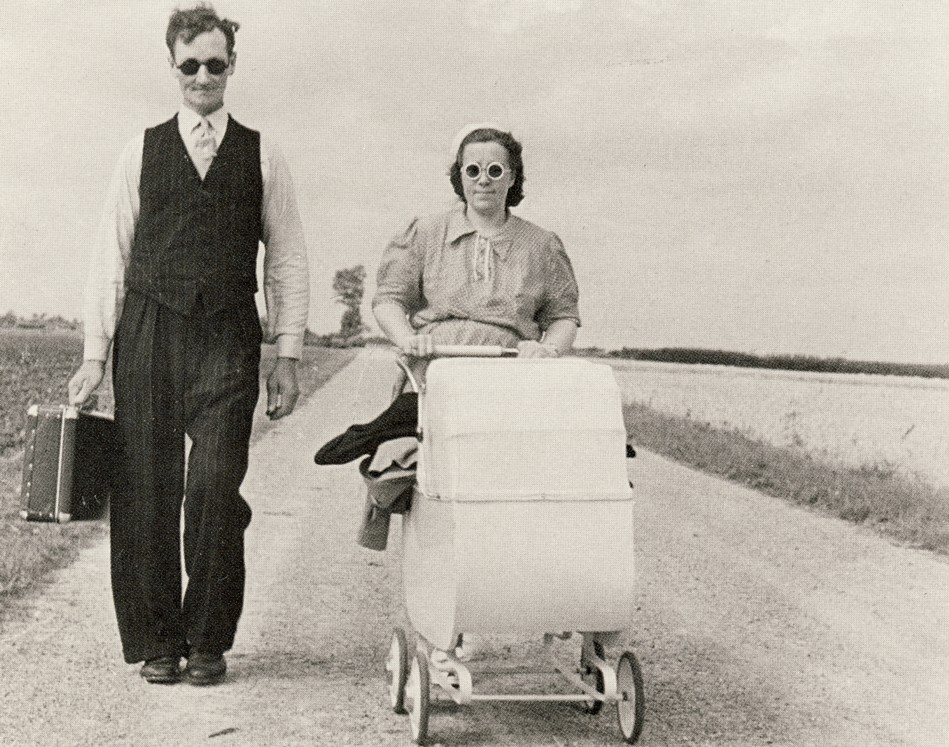
Domů z prázdnin, 1939
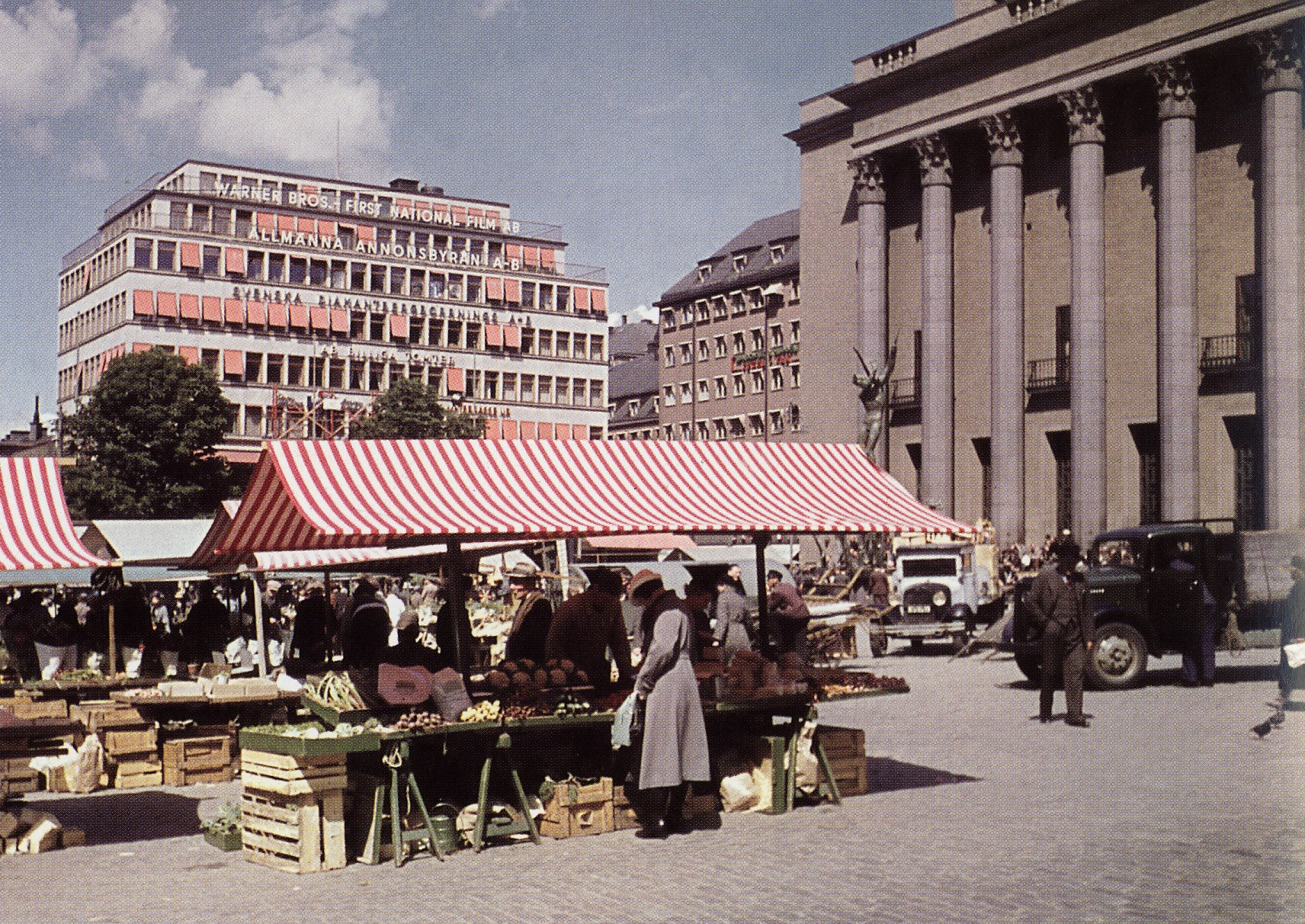
Hötorget, Stockholm, 1937
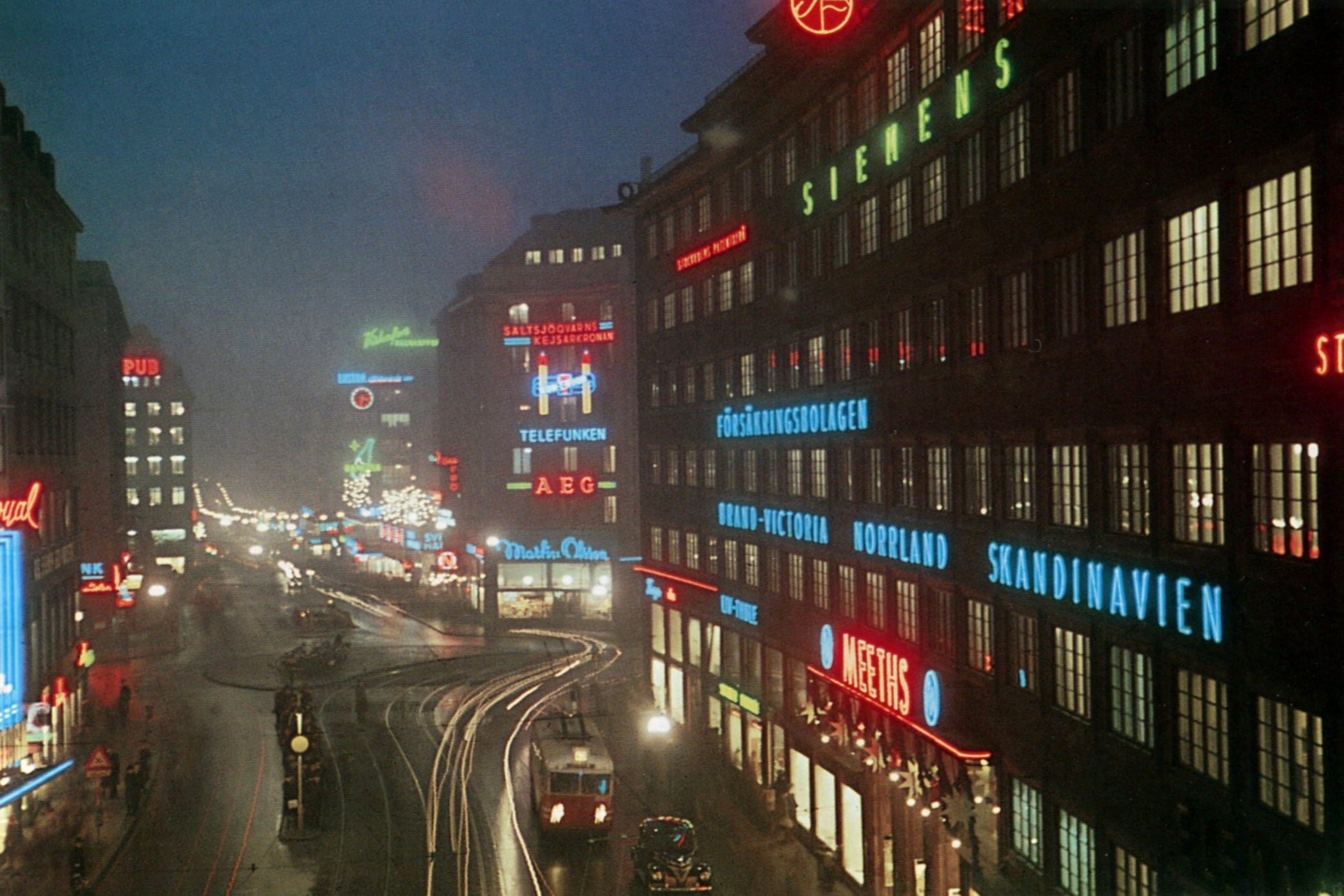
Centrumhuset, Stockholm, 1945
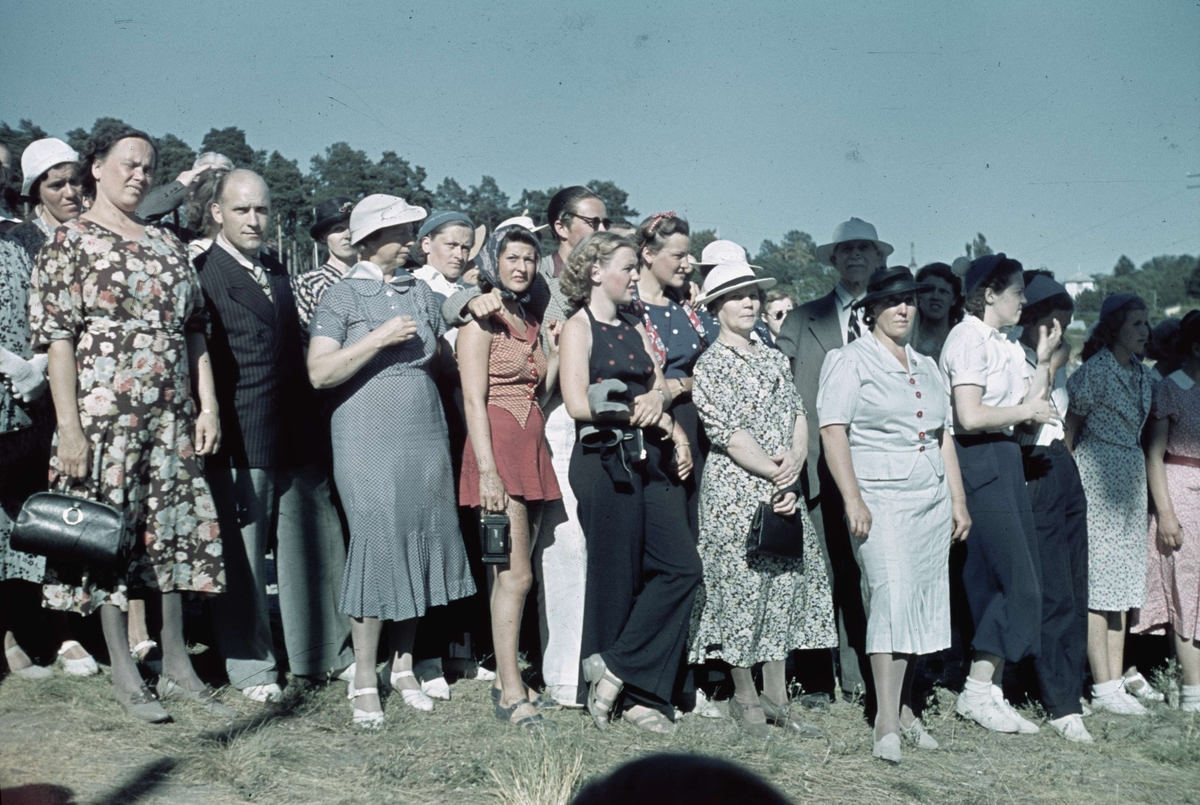
Sweden Vaxholm, 1938
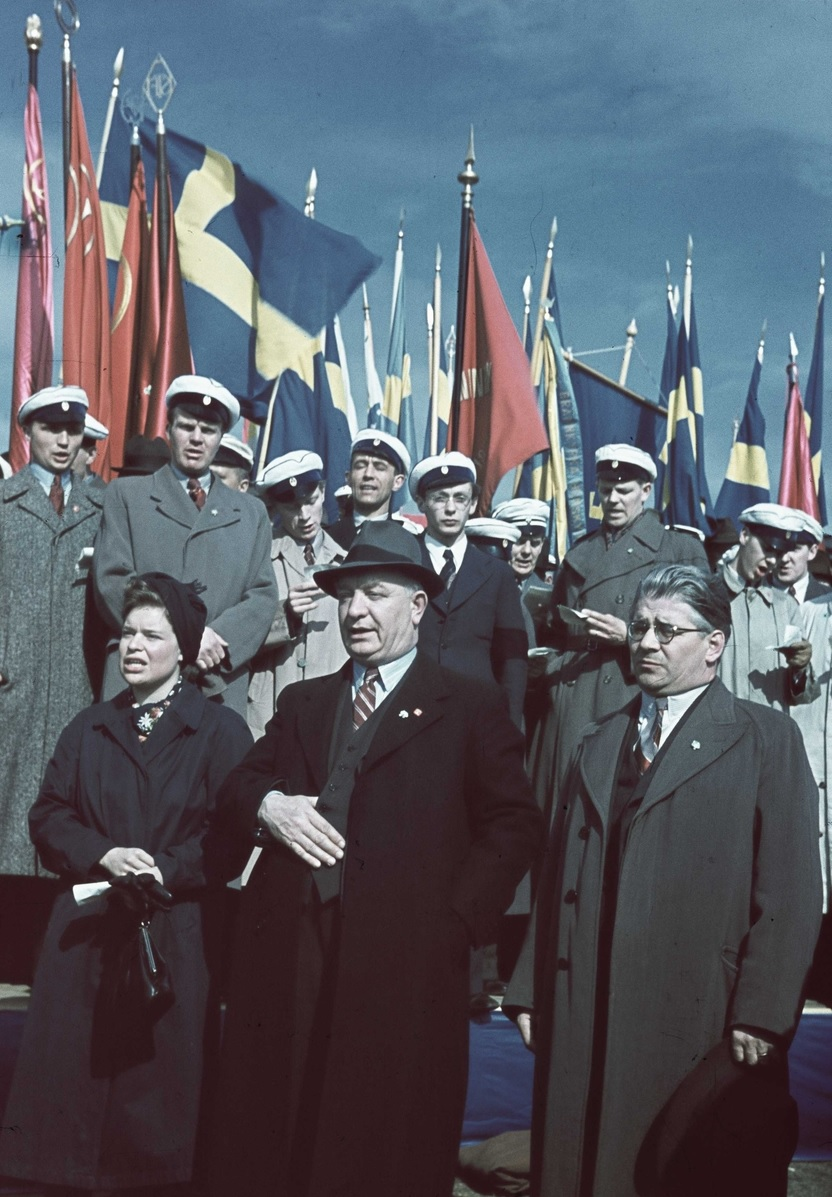
Per Albin Hansson, 1941
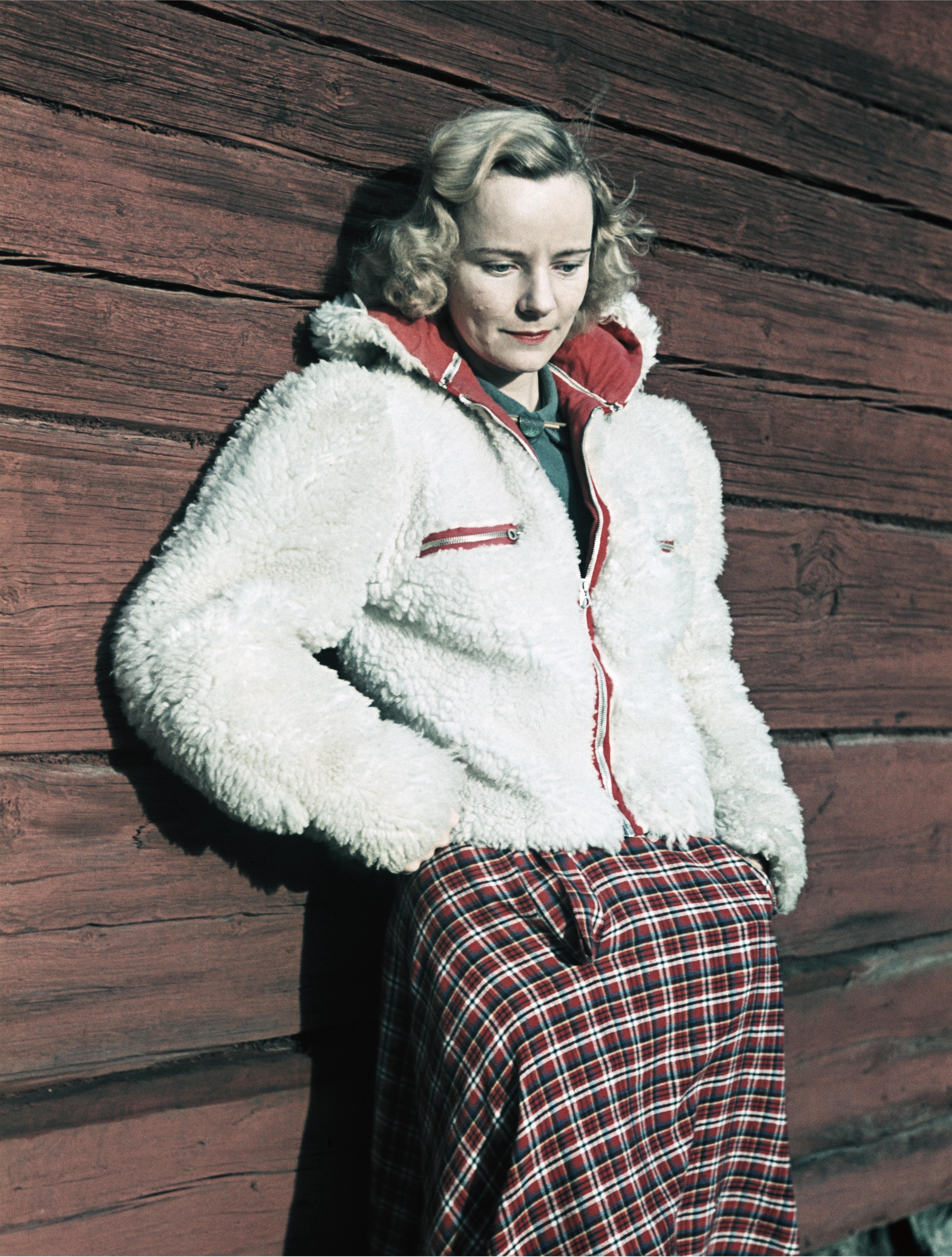
Módní fotografie, 1941
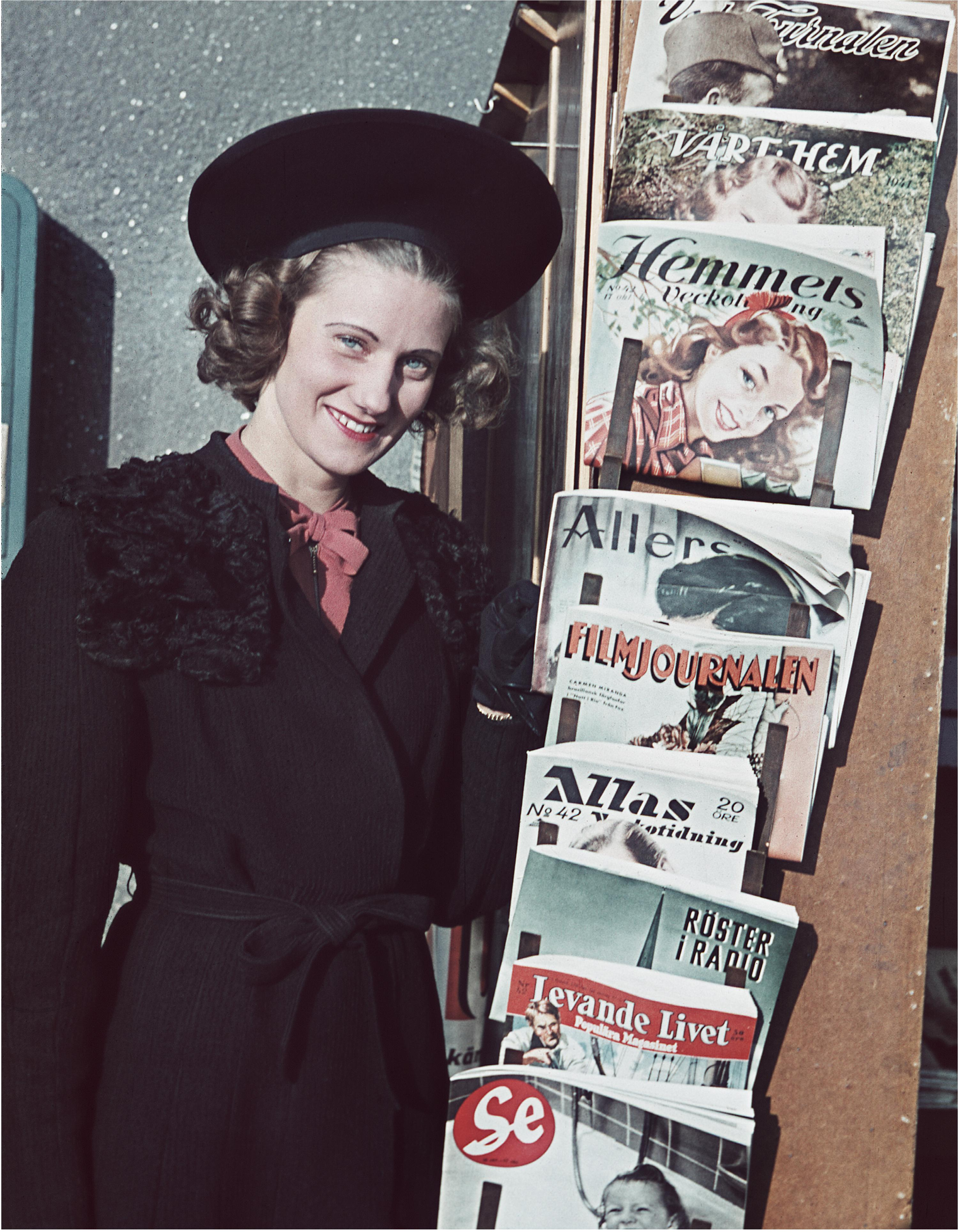
Módní fotografie, 1941
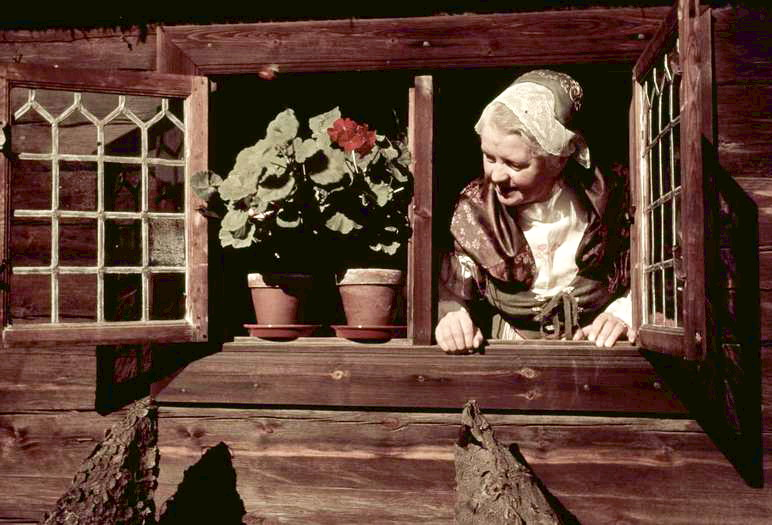
Kyrkhultstugan Skansen
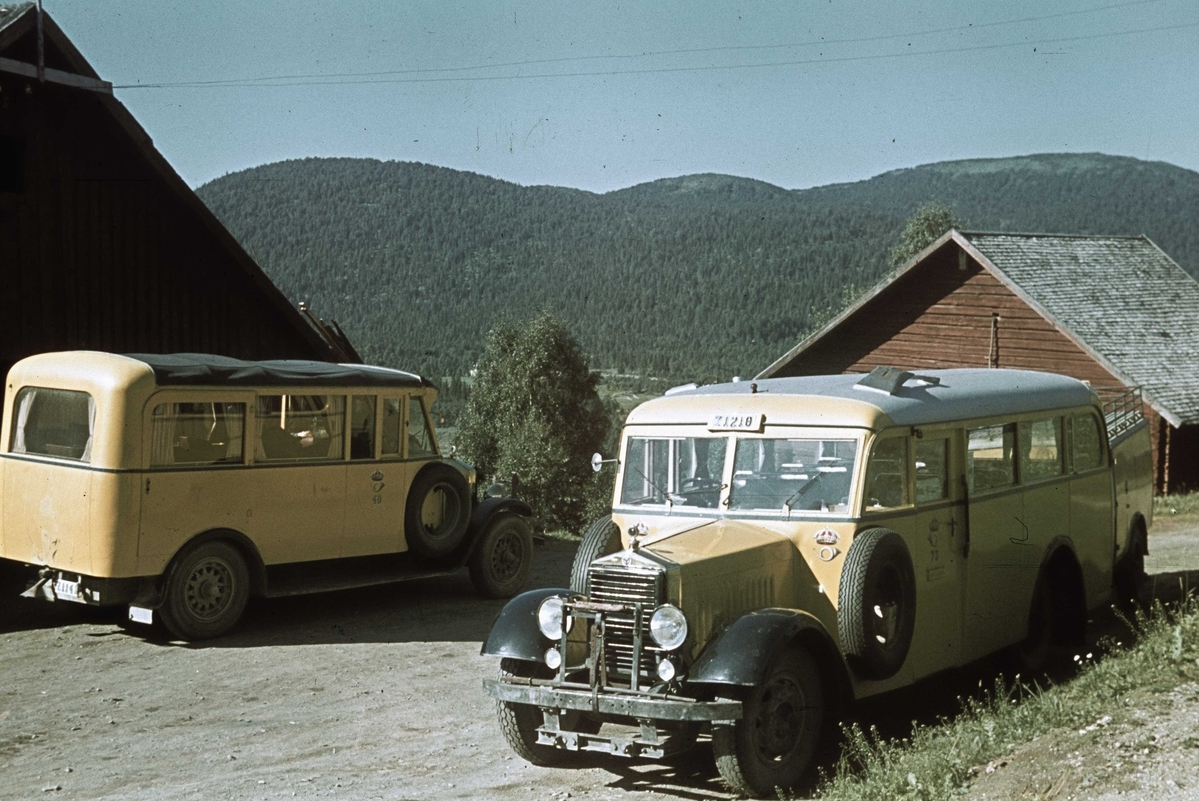
Jormliens pensionat med postbuss, 1939
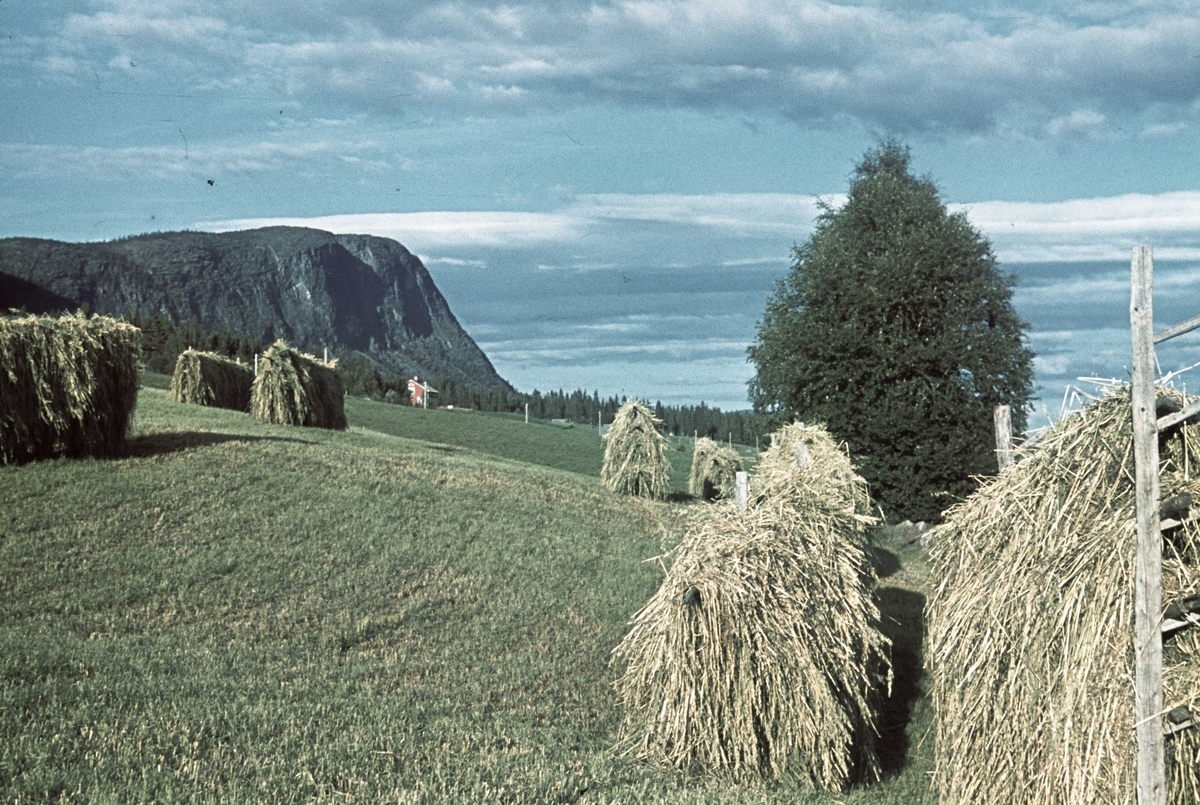
Håkafot, 1939
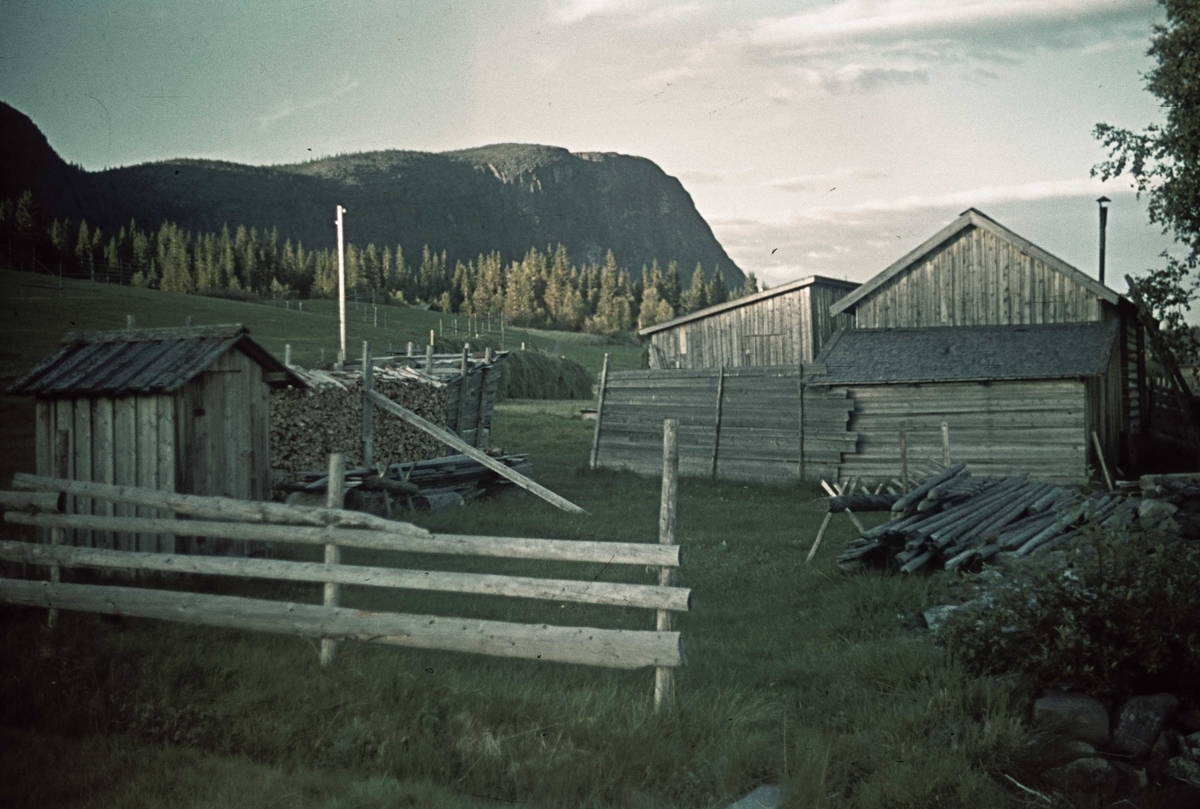
Håkafot, 1939
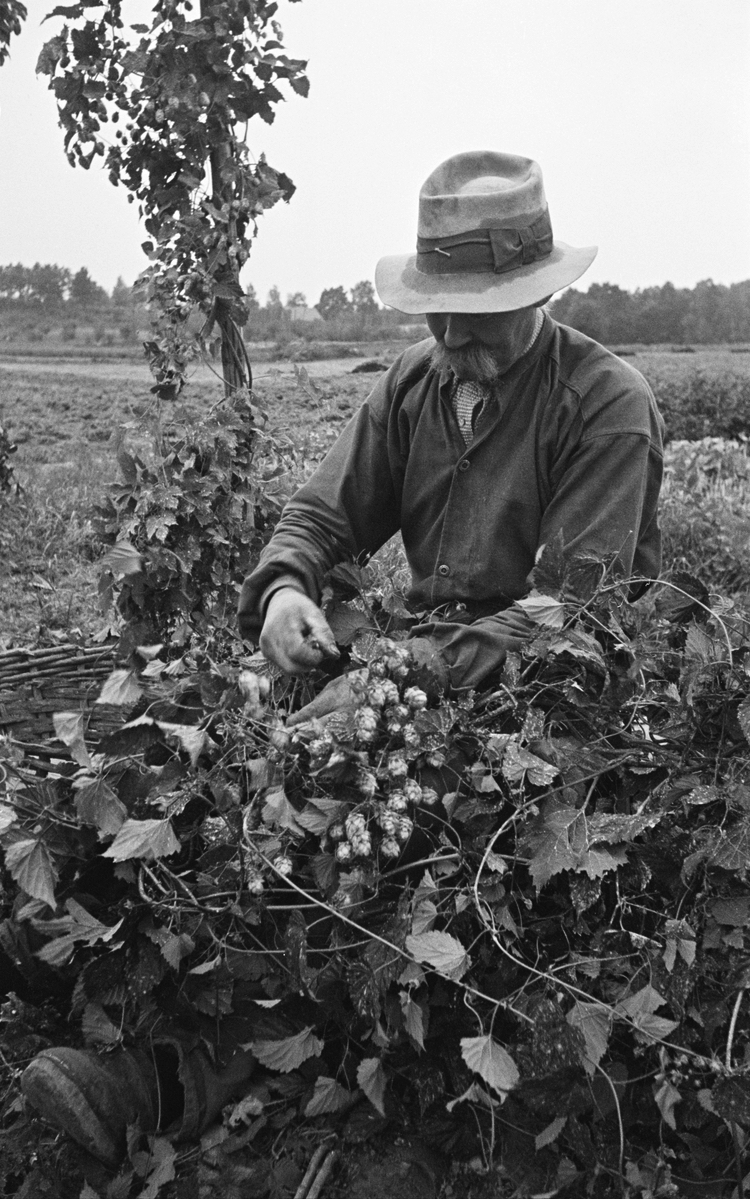
Humleplockning i Vångatrakten